# Ендрю Джарретт
Ендрю Джарретт (англ. Andrew Jarrett; нар. 9 січня 1958) — колишній британський тенісист.
Найвищу одиночну позицію світового рейтингу — 140 місце досяг 1978, парну — 85 місце — 1983 року.
Здобув 1 парний титул.
Найвищим досягненням на турнірах Великого шолома був півфінал в парному розряді.

## Фінали за кар'єру

### Парний розряд (1–5)
| Результат | W/L | Дата     | Турнір                | Покриття   | Партнер        | Суперники                      | Рахунок       |
| --------- | --- | -------- | --------------------- | ---------- | -------------- | ------------------------------ | ------------- |
| Поразка   | 0–1 | Січ 1979 | Окленд, Нова Зеландія | Тверде     | Джонатан Сміт  | Бернард Міттон Кім Ворвік      | 3–6, 6–2, 3–6 |
| Поразка   | 0–2 | Бер 1979 | Нансі, Франція        | Тверде (i) | Робін Дрісдейл | Клаус Ебергард Карл Майлер     | 6–4, 6–7, 3–6 |
| Поразка   | 0–3 | Вер 1980 | Борнмут, Англія       | Ґрунт      | Джонатан Сміт  | Едді Едвардс Крейґ Едвардс     | 3–6, 7–6, 6–8 |
| Поразка   | 0–4 | Лис 1981 | Париж, Франція        | Тверде (i) | Джонатан Сміт  | Іліє Настасе Яннік Ноа         | 4–6, 4–6      |
| Поразка   | 0–5 | Січ 1982 | Аделаїда-2, Австралія | Трава      | Джонатан Сміт  | Марк Едмондсон Кім Ворвік      | 5–7, 6–4, 6–7 |
| Перемога  | 1–5 | Січ 1982 | Окленд, Нова Зеландія | Тверде     | Джонатан Сміт  | Ларрі Стефанкі Роберт Вант Гоф | 7–5, 7–6      |